# The Who Tour 1967
The Who Tour 1967 fue una gira de conciertos que dio la banda británica The Who, durante 1967 fue su primera actuación en los Estados Unidos.

## Miembros de la banda
- Roger Daltrey - voz
- Pete Townshend - guitarra, voz
- John Entwistle - bajo, voz
- Keith Moon - batería, voz

## Lista de canciones
1. "I Can't Explain"
2. "So Sad About Us"
3. "Barbara Ann" (Fred Fassert)
4. "Run Run Run"
5. "Don't Look Away"
6. "Substitute"
7. "I'm a Boy"
8. "Happy Jack"
9. "Boris the Spider" (John Entwistle)
10. "My Generation"

1. "Substitute"
2. "Pictures of Lily"
3. "Summertime Blues"
4. "So Sad About Us"
5. "Barbara Ann" (Fred Fassert)
6. "Boris the Spider" (John Entwistle)
7. "A Quick One, While He's Away"
8. "Happy Jack"
9. "I'm a Boy"
10. "My Generation"

1. "I Can't Explain"
2. "Substitute"
3. "Pictures of Lily"
4. "A Quick One, While He's Away"
5. "Run Run Run"
6. "Summertime Blues" (Eddie Cochran, Jerry Capehart)
7. "Happy Jack"
8. "My Generation"

## Fechas de la gira
| Fecha                         | Ciudad                        | País              | Lugar                                               |
| Reino Unido                   | Reino Unido                   | Reino Unido       | Reino Unido                                         |
| ----------------------------- | ----------------------------- | ----------------- | --------------------------------------------------- |
| 6 de enero de 1967            | Morecambe                     | Inglaterra        | Central Pier                                        |
| 13 de enero de 1967           | Kirkby-in-Ashfield            | Inglaterra        | Festival Hall                                       |
| 14 de enero de 1967           | Coventry                      | Inglaterra        |                                                     |
| 18 de enero de 1967           | Purley, Londres               | Inglaterra        | Orchid Ballroom                                     |
| 21 de enero de 1967           | Leeds                         | Inglaterra        | Leeds University                                    |
| 25 de enero de 1967           | Londres                       | Inglaterra        | Kingsway Theatre (2 shows)                          |
| 26 de enero de 1967           | Bristol                       | Inglaterra        | Locarno                                             |
| 28 de enero de 1967           | Folkestone                    | Inglaterra        | Toft's Club                                         |
| 29 de enero de 1967           | Londres                       | Inglaterra        | Saville Theatre (2 shows)                           |
| 31 de enero de 1967           | Ilford                        | Inglaterra        | Palais des Danse                                    |
| 2 de febrero de 1967          | Coventry                      | Inglaterra        | Locarno                                             |
| 4 de febrero de 1967          | Portsmouth                    | Inglaterra        | Birdcage                                            |
| 5 de febrero de 1967          | Southampton                   | Inglaterra        | Waterfront                                          |
| 10 de febrero de 1967         | Grimsby                       | Inglaterra        | Gaiety Ballroom                                     |
| 11 de febrero de 1967         | Cromer                        | Inglaterra        | Royal Links Pavilion                                |
| 12 de febrero de 1967         | Greenford                     | Inglaterra        | Starlite Ballroom                                   |
| 20 de febrero de 1967         | Cardiff                       | Gales             | (unconfirmed)                                       |
| Italia                        |                               |                   |                                                     |
| 23 de febrero de 1967         | Torino                        | Italia            | Palazzetto dello Sport (2 shows)                    |
| 24 de febrero de 1967         | Bolonia                       | Italia            | Palazzetto dello Sport (2 shows)                    |
| 25 de febrero de 1967         | Milán                         | Italia            | Palalido                                            |
| 26 de febrero de 1967         | Roma                          | Italia            | Palazzetto dello Sport (unconfirmed)                |
| 26 de febrero de 1967         | Roma                          | Italia            | Piper Club                                          |
| Reino Unido                   |                               |                   |                                                     |
| 2 de marzo de 1967            | Londres                       | Inglaterra        | Marquee Club                                        |
| 4 de marzo de 1967            | Dunstable                     | Inglaterra        | California Ballroom                                 |
| 10 de marzo de 1967           | Cardiff                       | Gales             | Top Rank Suite                                      |
| 11 de marzo de 1967           | Stoke-on-Trent                | Inglaterra        | Kings Hall                                          |
| 13 de marzo de 1967           | Leicester                     | Inglaterra        | Granby Halls                                        |
| 17 de marzo de 1967           | Devon                         | Inglaterra        | Exeter University                                   |
| 18 de marzo de 1967           | Devonport                     | Inglaterra        | Forum Cinema                                        |
| 20 de marzo de 1967           | Bath                          | Inglaterra        | Bath Pavilion                                       |
| Estados Unidos                |                               |                   |                                                     |
| 25 de marzo de 1967 (3 shows) | Nueva York                    | Estados Unidos    | RKO 58th Street Theater                             |
| 26 de marzo de 1967 (3 shows) | Nueva York                    | Estados Unidos    | RKO 58th Street Theater                             |
| 27 de marzo de 1967 (2 shows) | Nueva York                    | Estados Unidos    | RKO 58th Street Theater                             |
| 28 de marzo de 1967 (2 shows) | Nueva York                    | Estados Unidos    | RKO 58th Street Theater                             |
| 29 de marzo de 1967 (2 shows) | Nueva York                    | Estados Unidos    | RKO 58th Street Theater                             |
| 30 de marzo de 1967 (2 shows) | Nueva York                    | Estados Unidos    | RKO 58th Street Theater                             |
| 31 de marzo de 1967 (2 shows) | Nueva York                    | Estados Unidos    | RKO 58th Street Theater                             |
| 1 de abril de 1967 (3 shows)  | Nueva York                    | Estados Unidos    | RKO 58th Street Theater                             |
| 2 de abril de 1967 (3 shows)  | Nueva York                    | Estados Unidos    | RKO 58th Street Theater                             |
| Alemania                      |                               |                   |                                                     |
| 4 de abril de 1967            |                               | Alemania          | (unconfirmed)                                       |
| 5 de abril de 1967            | Offenburg                     | Alemania          | Oberrheinhalle                                      |
| 8 de abril de 1967            | Núremberg                     | Alemania          | Messehalle                                          |
| 9 de abril de 1967            | Wuppertal                     | Alemania          | Thalia Theater                                      |
| 10 de abril de 1967           | Herford                       | Alemania          | Jaguar Club                                         |
| 11 de abril de 1967           | Düsseldorf                    | Alemania          | Rheinhalle                                          |
| 12 de abril de 1967           | Ludwigshafen                  | Alemania          | Friedrich-Ebert Halle                               |
| 13 de abril de 1967           | Múnich                        | Alemania          | Circus Krone Building (2 shows)                     |
| 14 de abril de 1967           | Münster                       | Alemania          | Halle Münsterland                                   |
| 15 de abril de 1967           | Siegen                        | Alemania          | Siegerlandhalle                                     |
| 15 de abril de 1967           | Wiesbaden                     | Alemania          | Rhein-Main Halle                                    |
| 16 de abril de 1967           | Ravensburg                    | Alemania          | Overschwabenhalle                                   |
| 16 de abril de 1967           | Ulm                           | Alemania          | Donauhalle                                          |
| 18 de abril de 1967           |                               | Alemania          | (unconfirmed)                                       |
| 19 de abril de 1967           | Bremen                        | Alemania          | Stadthalle Bremen                                   |
| Reino Unido                   |                               |                   |                                                     |
| 21 de abril de 1967           | Brighton                      | Inglaterra        | Brighton Dome                                       |
| 24 de abril de 1967           | Bath                          | Inglaterra        | Bath Pavilion                                       |
| 25 de abril de 1967           | High Wycombe                  | Inglaterra        | Town Hall                                           |
| Escandinavia                  |                               |                   |                                                     |
| 30 de abril de 1967           | Helsinki                      | Finlandia         | Helsinki Ice Hall                                   |
| 2 de mayo de 1967             | Oslo                          | Noruega           | Njardhallen                                         |
| 3 de mayo de 1967             | Gotemburgo                    | Suecia            | Cirkus Lorensbergsparken (2 shows)                  |
| 4 de mayo de 1967             | Norrköping                    | Suecia            | Mässhallen                                          |
| 4 de mayo de 1967             | Jönköping                     | Suecia            | Rigoletto                                           |
| 5 de mayo de 1967             | Eskilstuna                    | Suecia            | Sporthallen                                         |
| 6 de mayo de 1967             | Estocolmo                     | Suecia            | Kungliga Tennishallen                               |
| 7 de mayo de 1967             | Kristianstad                  | Suecia            | Sommarlust                                          |
| 7 de mayo de 1967             | Malmö                         | Suecia            | Malmö Stadion                                       |
| Reino Unido/Belgica/Irlanda   |                               |                   |                                                     |
| 10 de mayo de 1967            | Swansea                       | Inglaterra        | Top Rank Ballroom                                   |
| 11 de mayo de 1967            | Belfast                       | Irlanda del Norte |                                                     |
| 13 de mayo de 1967            | Bognor Regis                  | Inglaterra        | Shoreline Hotel                                     |
| 17 de mayo de 1967            | Stevenage                     | Inglaterra        | Locarno Ballroom                                    |
| 20 de mayo de 1967            | Brussels                      | Bélgica           | Woluwe Festival                                     |
| 27 de mayo de 1967            | Oxford                        | Inglaterra        | Pembroke College                                    |
| 27 de mayo de 1967            | Oxford                        | Inglaterra        | Grand Marquee                                       |
| 29 de mayo de 1967            | Glasgow                       | Escocia           | Locarno Ballroom                                    |
| 3 de junio de 1967            | Southport                     | Inglaterra        | Floral Hall                                         |
| 8 de junio de 1967            | Belfast                       | Irlanda del Norte | Ulster Hall (2 shows)                               |
| 9 de junio de 1967            | Magilligan                    | Irlanda           | Golden Slipper Ballroom                             |
| 10 de junio de 1967           | Douglas                       | Inglaterra        | Palace Ballroom                                     |
| 12 de junio de 1967           | Cambridge                     | Inglaterra        | Christ's College                                    |
| Norteamérica                  |                               |                   |                                                     |
| 14 de junio de 1967           | Ann Arbor, Míchigan           | Estados Unidos    | Fifth Dimension Club                                |
| 15 de junio de 1967           | Arlington Heights, Illinois   | Estados Unidos    | Cellar                                              |
| 16 de junio de 1967           | San Francisco, California     | Estados Unidos    | Fillmore Auditorium                                 |
| 17 de junio de 1967           | San Francisco, California     | Estados Unidos    | Fillmore Auditorium                                 |
| 18 de junio de 1967           | Monterey, California          | Estados Unidos    | Monterey Pop Festival – Monterey County Fairgrounds |
| 7 de julio de 1967            | Lido Beach, Nueva York        | Estados Unidos    | Malibu Beach and Shore Club                         |
| 8 de julio de 1967            | Nueva York                    | Estados Unidos    | Village Theatre                                     |
| 13 de julio de 1967           | Calgary, Alberta              | Canadá            | Stampede Corral (2 shows)                           |
| 14 de julio de 1967           | Portland, Oregón              | Estados Unidos    | Memorial Coliseum                                   |
| 15 de julio de 1967           | Seattle, Washington           | Estados Unidos    | Seattle Center Coliseum                             |
| 16 de julio de 1967           | Sacramento, California        | Estados Unidos    | Memorial Auditorium (2 shows)                       |
| 17 de julio de 1967           | Vancouver, Columbia Británica | Canadá            | Agrodome                                            |
| 19 de julio de 1967           | Salt Lake City, Utah          | Estados Unidos    | Lagoon Terrace Ballroom (2 shows)                   |
| 21 de julio de 1967           | Oklahoma City, Oklahoma       | Estados Unidos    | Oklahoma State Fair Arena                           |
| 22 de julio de 1967           | Houston, Texas                | Estados Unidos    | Sam Houston Coliseum                                |
| 23 de julio de 1967           | Dallas, Texas                 | Estados Unidos    | Dallas Memorial Auditorium                          |
| 26 de julio de 1967           | Baton Rouge, Luisiana         | Estados Unidos    | Redemptorist High School Football Stadium           |
| 28 de julio de 1967           | Montgomery, Alabama           | Estados Unidos    | Garrett Coliseum                                    |
| 29 de julio de 1967           | Birmingham, Alabama           | Estados Unidos    | Boutwell Memorial Auditorium (3 shows)              |
| 30 de julio de 1967           | Miami Beach, Florida          | Estados Unidos    | Miami Beach Convention Hall                         |
| 31 de julio de 1967           | San Petersburgo, Florida      | Estados Unidos    | Bayfront Center                                     |
| 1 de agosto de 1967           | Jackson, Misisipi             | Estados Unidos    | Mississippi State Coliseum                          |
| 3 de agosto de 1967           | Madison, Wisconsin            | Estados Unidos    | Dane County Coliseum                                |
| 4 de agosto de 1967           | Omaha, Nebraska               | Estados Unidos    | Rosenblatt Stadium                                  |
| 5 de agosto de 1967           | Chicago, Illinois             | Estados Unidos    | International Amphitheatre                          |
| 8 de agosto de 1967           | Boston, Massachusetts         | Estados Unidos    | Boston Garden (unconfirmed)                         |
| 9 de agosto de 1967           | Toronto                       | Canadá            | Maple Leaf Gardens                                  |
| 11 de agosto de 1967          | Baltimore, Maryland           | Estados Unidos    | Baltimore Civic Center                              |
| 12 de agosto de 1967          | Asbury Park, Nueva Jersey     | Estados Unidos    | Asbury Park Convention Hall (2 shows)               |
| 13 de agosto de 1967          | Washington D. C.              | Estados Unidos    | DAR Constitution Hall (2 shows)                     |
| 14 de agosto de 1967          | Providence, Rhode Island      | Estados Unidos    | Rhode Island Auditorium                             |
| 15 de agosto de 1967          | Nashville, Tennessee          | Estados Unidos    | Bradley's Barn                                      |
| 17 de agosto de 1967          | Chattanooga, Tennessee        | Estados Unidos    | Memorial Auditorium (2 shows)                       |
| 20 de agosto de 1967          | Fargo, Dakota del Norte       | Estados Unidos    | Fargo Civic Center                                  |
| 20 de agosto de 1967          | Mineápolis, Minnesota         | Estados Unidos    | Minneapolis Auditorium                              |
| 21 de agosto de 1967          | Edmonton, Alberta             | Canadá            | Edmonton Gardens                                    |
| 22 de agosto de 1967          | Winnipeg, Manitoba            | Canadá            | Winnipeg Arena                                      |
| 23 de agosto de 1967          | Flint, Míchigan               | Estados Unidos    | Atwood Stadium                                      |
| 24 de agosto de 1967          | Filadelfia, Pensilvania       | Estados Unidos    | Philadelphia Civic Center                           |
| 25 de agosto de 1967          | San Luis, Misuri              | Estados Unidos    | Kiel Opera House (2 shows)                          |
| 26 de agosto de 1967          | Thunder Bay, Ontario          | Canadá            | Fort William Gardens                                |
| 26 de agosto de 1967          | Duluth, Minnesota             | Estados Unidos    | Duluth Arena Auditorium                             |
| 27 de agosto de 1967          | Cincinnati, Ohio              | Estados Unidos    | Cincinnati Music Hall (2 shows)                     |
| 28 de agosto de 1967          | Sioux Falls, Dakota del Sur   | Estados Unidos    | Sioux Falls Arena                                   |
| 29 de agosto de 1967          | Atlanta, Georgia              | Estados Unidos    | Municipal Auditorium (2 shows)                      |
| 30 de agosto de 1967          | Rochester, Nueva York         | Estados Unidos    | Rochester War Memorial                              |
| 31 de agosto de 1967          | Cleveland, Ohio               | Estados Unidos    | Public Hall (2 shows)                               |
| 1 de septiembre de 1967       | Indianápolis, Indiana         | Estados Unidos    | Indiana State Fairgrounds Coliseum                  |
| 2 de septiembre de 1967       | Columbus, Ohio                | Estados Unidos    | Ohio State Fairgrounds (2 shows)                    |
| 3 de septiembre de 1967       | Columbus, Ohio                | Estados Unidos    | Ohio State Fairgrounds (2 shows)                    |
| 3 de septiembre de 1967       | Pittsburgh, Pensilvania       | Estados Unidos    | Civic Arena                                         |
| 4 de septiembre de 1967       | Columbus, Ohio                | Estados Unidos    | Ohio State Fairgrounds (2 shows)                    |
| 8 de septiembre de 1967       | Anaheim, California           | Estados Unidos    | Anaheim Convention Center                           |
| 9 de septiembre de 1967       | Honolulu, Hawái               | Estados Unidos    | Hawaii International Center                         |
| Reino Unido                   |                               |                   |                                                     |
| 6 de octubre de 1967          | Nairn                         | Escocia           | Ballerina Ballroom                                  |
| 7 de octubre de 1967          | Aberdeen                      | Escocia           | The Beach Ballroom                                  |
| 8 de octubre de 1967          | Dunfermline                   | Escocia           | Kinema Ballroom                                     |
| 21 de octubre de 1967         | Mánchester                    | Inglaterra        | New Century Hall                                    |
| 22 de octubre de 1967         | Londres                       | Inglaterra        | Saville Theatre (2 shows)                           |
| 28 de octubre de 1967         | Sheffield                     | Inglaterra        | Sheffield City Hall (2 shows)                       |
| 29 de octubre de 1967         | Coventry                      | Inglaterra        | Coventry Theatre (2 shows)                          |
| 30 de octubre de 1967         | Newcastle upon Tyne           | Inglaterra        | Newcastle City Hall (2 shows)                       |
| 1 de noviembre de 1967        | Liverpool                     | Inglaterra        | Liverpool Empire Theatre (2 shows)                  |
| 3 de noviembre de 1967        | Kingston upon Thames          | Inglaterra        | Granada Cinema (2 shows)                            |
| 4 de noviembre de 1967        | Walthamstow                   | Inglaterra        | Granada Cinema (2 shows)                            |
| 5 de noviembre de 1967        | Nottingham                    | Inglaterra        | Theatre Royal (2 shows)                             |
| 6 de noviembre de 1967        | Birmingham                    | Inglaterra        | Birmingham Town Hall (2 shows)                      |
| 8 de noviembre de 1967        | Kettering                     | Inglaterra        | Granada Cinema (2 shows)                            |
| 9 de noviembre de 1967        | Maidstone                     | Inglaterra        | Granada Cinema (2 shows)                            |
| 10 de noviembre de 1967       | Slough                        | Inglaterra        | Adelphi Cinema (2 shows)                            |
| 11 de noviembre de 1967       | Nelson                        | Inglaterra        | Imperial Ballroom                                   |
| Estados Unidos                |                               |                   |                                                     |
| 17 de noviembre de 1967       | Overland Park, Kansas         | Estados Unidos    | Shawnee Mission South High School                   |
| 18 de noviembre de 1967       | Daly City, California         | Estados Unidos    | Cow Palace                                          |
| 19 de noviembre de 1967       | Los Ángeles, California       | Estados Unidos    | Hollywood Bowl                                      |
| 21 de noviembre de 1967       | Fargo, Dakota del Norte       | Estados Unidos    | Civic Auditorium                                    |
| 22 de noviembre de 1967       | Southfield, Michigan          | Estados Unidos    | Southfield High School                              |
| 23 de noviembre de 1967       | Muncie, Indiana               | Estados Unidos    | New Barn, Lions Delaware County Fairgrounds         |
| 24 de noviembre de 1967       | Fort Wayne, Indiana           | Estados Unidos    | The Swingin' Gate                                   |
| 25 de noviembre de 1967       | Nueva York                    | Estados Unidos    | Village Theatre (2 shows)                           |
| 26 de noviembre de 1967       | Nueva York                    | Estados Unidos    | Village Theatre                                     |
| 29 de noviembre de 1967       | Scotch Plains, Nueva Jersey   | Estados Unidos    | Union Catholic High School                          |
| 1 de diciembre de 1967        | Commack, Nueva York           | Estados Unidos    | Long Island Arena                                   |
| Reino Unido                   |                               |                   |                                                     |
| 6 de diciembre de 1967        | Kingston upon Hull            | Inglaterra        | Hull University                                     |
| 8 de diciembre de 1967        | Durham                        | Inglaterra        | Durham University                                   |
| 18 de diciembre de 1967       | Bath                          | Inglaterra        | Bath Pavilion                                       |
| 30 de diciembre de 1967       | Hastings                      | Inglaterra        | Pier Ballroom                                       |
| 31 de diciembre de 1967       | Londres                       | Inglaterra        | Upper Cut                                           |